# Thank Me Later
Thank Me Later es el álbum debut del rapero canadiense Drake, publicado el 15 de junio de 2010. Cuenta con las colaboraciones de Timbaland, Swizz Beatz, Nicki Minaj, Lil Wayne, The Dream y Kanye West, entre otros. Alcanzó la certificación de platino en Canadá en su primera semana y produjo cuatro singles, "Find Your Love", "Over", "Miss Me" y "Fancy".
Fue colocado en el puesto #77 en la lista: "Los 100 mejores álbumes debut de todos los tiempos, según Rolling Stone".

## Sencillos
"Over" fue lanzado como primer sencillo del álbum el 8 de marzo de 2010. La canción recibió críticas positivas, que elogió las letras entre otros contenidos. Fue un éxito en Estados Unidos y en Canadá, llegando a los veinte primeros en las listas principales y primera y segunda en US Billboard Hot R&B/Hip-Hop Songs y US Billboard Rap Songs, respectivamente. También fue un éxito a nivel internacional. "Find Your love" fue lanzado como el segundo sencillo del álbum el 5 de mayo de 2010. "Miss Me", tercer sencillo del álbum, fue lanzado inicialmente como un sencillo promocional el 1 de junio de 2010, antes de ir a la radio. "Fancy" es el cuarto sencillo del álbum, junto a T.I. y Swizz Beatz. La canción recibió una nominación a la Mejor Interpretación Rap a Dúo o en Grupo en la 53.ª entrega de los Premios Grammy.

## Recepción de los críticos
Thank Me Later recibió críticas positivas. En Metacritic, que asigna una calificación normalizada de 100 comentarios de la prensa convencional, el álbum recibió una puntuación media de 75, basada en 26 opiniones, lo que indica que en general son críticas favorables.
Sin embargo, Daniels Roberts elogió la ambición de Drake, y dijo que el álbum era "bueno en partes, pero grande, nunca", "Es poco probable que él sea el próximo Jay, o Kanye, o incluso Jeezy. Pero sin duda seguiremos oyendo su nombre, Drake acaba de empezar".

## Lista de canciones
| Nº  | Título                              | Escritor(es)                                                                                               | Productor(es)                              | Duración |
| --- | ----------------------------------- | --- | ------------------------------------------ | -------- |
| 1.  | "Fireworks" (feat. Alicia Keys)     | Aubrey Graham, Noah Shebib, Matthew Samuels, Christian Kalla, Alicia Cook                                  | Noah "40" Shebib, Boi-1da (co), Crada (co) | 5:13     |
| 2.  | "Karaoke"                           | Graham, Francis Starlite, Shebib                                                                           | Francis & The Lights                       | 3:48     |
| 3.  | "The Resistance"                    | Graham, Shebib, Samuels, Oliver El-Khatib                                                                  | Noah "40" Shebib                           | 3:45     |
| 4.  | "Over"                              | Graham, Samuels, Nick Brongers, Shebib                                                                     | Boi-1da, Al-Khaaliq                        | 3:54     |
| 5.  | "Show Me a Good Time"               | Graham, Kanye West, Jeff Bhasker, Ernest Wilson                                                            | Kanye West, No I.D., Jeff Bhasker          | 3:30     |
| 6.  | "Up All Night" (feat. Nicki Minaj)  | Graham, Samuels, Matthew Burnett, Onika Maraj                                                              | Boi-1da, Matthew Burnett                   | 3:54     |
| 7.  | "Fancy" (feat. T.I. & Swizz Beatz)  | Graham, Shebib, Samuels, Kasseem Dean, Aubry Johnson, Henry Zant                                           | Swizz Beatz, Noah "40" Shebib              | 5:19     |
| 8.  | "Shut It Down" (feat. The Dream)    | Graham, Shebib, Sidney Brown, Terius Nash                                                                  | Noah "40" Shebib, Omen                     | 6:59     |
| 9.  | "Unforgettable" (feat. Young Jeezy) | Graham, Shebib, Samuels, Jay Jenkins, Ronald Isley, Ernie Isley, Marvin Isley, O'Kelly Isley, Chris Jasper | Noah "40" Shebib, Boi-1da                  | 3:34     |
| 10. | "Light Up" (feat. Jay-Z)            | Graham, Shebib, Anthony McIntyre, Shawn Carter                                                             | Noah "40" Shebib, Tone Mason               | 4:34     |
| 11. | "Miss Me" (feat. Lil Wayne)         | Graham, Samuels, Shebib, Dwayne Carter, Doug Edwards, Dave Richardson                                      | Boi-1da, Noah "40" Shebib                  | 5:06     |
| 12. | "Cece's Interlude"                  | Graham, Shebib, Adrian Eccleston                                                                           | Noah "40" Shebib                           | 2:34     |
| 13. | "Find Your Love"                    | Graham, West, Bhasker, Wilson, Patrick Reynolds                                                            | Kanye West, No I.D., Jeff Bhasker          | 3:29     |
| 14. | "Thank Me Now"                      | Graham, Timothy Mosley                                                                                     | Timbaland                                  | 5:29     |

## Posicionamiento en lista

### Semanal
| Grafica (2010)                          | Pico de posición |
| --------------------------------------- | ---------------- |
| Australian Albums (ARIA)                | 81               |
| Australian Urban Albums (ARIA)          | 6                |
| Bélgica (Ultratop flamenca)             | 98               |
| Canadá (Billboard Canadian Albums)      | 1                |
| Países Bajos (Album Top 100)            | 71               |
| Francia (SNEP)                          | 117              |
| Alemania (Offizielle Top 100)           | 34               |
| Greek Albums (IFPI)                     | 35               |
| Irlanda (IRMA)                          | 32               |
| Nueva Zelanda (Recorded Music NZ)       | 35               |
| Escocia (Scottish Albums Chart)         | 39               |
| Suiza (Schweizer Hitparade)             | 69               |
| Reino Unido (UK Albums Chart)           | 15               |
| Reino Unido (UK R&B Albums)             | 1                |
| Estados Unidos (Billboard 200)          | 1                |
| Estados Unidos (Top R&B/Hip-Hop Albums) | 1                |

|